# Samunćel
Koordinati:   44°40′36″N, 14°15′19″E
Samunćel je majhen nenaseljen otoček v Jadranskem morju. Pripada Hrvaški.
Otoček leži okoli 1 km južno od rta Krivenje na otoku Unije. Njegova površina meri 0,034 km². Dolžina obalnega pasu je 0,67 km. Najvišja točka na otočku je visoka 12 mnm.